# 乌克兰最高拉达
乌克兰最高拉达（羅馬化：Verkhovna Rada Ukrainy），是1991年乌克兰独立至今的国会，实行一院制，前身是烏克蘭蘇維埃社會主義共和國最高蘇維埃。

## 名稱
“议会”一詞在乌克兰语中为，音译“拉达”。在俄语中为，音译“苏维埃”。但俄語采烏克蘭語音譯借詞（即同樣為「Рада」）指此議會。而在2008年9月之前，中华人民共和国政府将“乌克兰议会”译成“乌克兰最高苏维埃”；2008年9月4日，新华社译名室发布新译名，称按照乌克兰官方人士的意见、结合乌克兰现状，将“乌克兰议会”译成“乌克兰最高拉达”。

## 选举方式
共计450个议席，每届任期5年。选举采用并立制，其中225席為比例代表席次，由得票率超过5%进入议会的政党按得票比例分配；另外225席為单一选区代表席次，在全国225个选区产生。
由于顿巴斯战争与俄罗斯吞并克里米亚，2014年起未举行顿巴斯和克里米亚地区的选举，使最高拉达出现了27席空缺。目前，乌克兰最高拉达事实上由423人组成。

## 历史
1937年，乌克兰苏维埃社会主义共和国最高苏维埃取代全乌克兰苏维埃代表大会成为乌克兰苏维埃社会主义共和国的最高立法机关。
1990年，最高拉达代表进行了一次真正的选举，乌克兰共产党仍然占据优势，乌克兰其他的政党开始组成叫做“民主联盟（烏克蘭語：Демократичний Блок）”的政党联盟来对抗乌克兰共产党。1991年8月19日八一九事变后，最高拉達因乌共支持該政變而禁止其活動。8月24日，乌克兰最高拉达宣布《乌克兰独立宣言》，後於同年12月1日的公投中正式通過。1996年6月28日，乌克兰最高拉达通过了《乌克兰宪法》。
最近一次乌克兰最高拉达议员选举在2019年7月21日举行，该选举产生的议员于2019年8月29日就职。根据2020年1月1日生效的选举法，下次选举将于2023年再次按照并立制举行。
2022年8月17日，烏克蘭國會成立跨黨派15人友台小組，由外委會主席負責。

## 最高拉达大楼
最高拉达大楼是一栋新古典主义风格建筑，位于基辅格魯舍夫斯基大街的核心區域上，与乌克兰总统府所在地——瑪麗亞宮紧邻。始建于1936－1938年，二战中遭到严重破坏，1945－1947年重建。